# Oculudentavis khaungraae
Oculudentavis khaungraae var en art eller klad av Lepidosauria som levde i det som är i dag norra Myanmar. 
Oculudentavis khaungraae var troligtvis ett mycket litet djur, med tanken på att dess  skalle var 1,4 centimeter lång. 
Skallen är däremot det enda man känner till från djuret. Detta betyder att man inte vet dess totala kroppslängd eller hur resten av kroppen såg ut. 
Skallen var bevarad i bärnsten.